# Cena strachu (film 1953)
Cena strachu (fr. Le salaire de la peur) – francusko-włoski przygodowy dreszczowiec z elementami dramatu z 1953 roku w reżyserii Henriego-Georges’a Clouzota, zrealizowany na podstawie powieści Georges’a Arnauda pod tym samym tytułem. Zdjęcia powstały głównie w departamencie Gard.
Uważany za największe osiągnięcie filmu noir we Francji – „koncertowo zbudowany awanturniczy thriller, łączący w sobie podtekst egzystencjonalny z akcentami społecznymi” oraz klasyczny utwór filmu sensacyjnego.

## Fabuła
W miejscowości Las Piedras znajdującej się w pewnym kraju latynoamerykańskim, wegetuje grupka europejskich rozbitków życiowych. Jedyną dla nich możliwością wyrwania się z deprymującej beznadziejności i biedy jest zdobycie pieniędzy na wyjazd, lecz niweczy to miejscowy brak zatrudnienia. Okazję nieoczekiwanie stwarza katastrofalny pożar szybu wydobywczego należącego do amerykańskiego koncernu naftowego. Do jego ugaszenia niezbędna jest nitrogliceryna, jedyny materiał, którego wybuch może skutecznie stłumić płomienie. Bill O’Brien z kierownictwa górniczej placówki ogłasza nabór chętnych do przewiezienia tego niezwykle wrażliwego na wstrząsy ładunku z bazy koncernu na oddalone i położone na górskim odludziu pole naftowe. Mimo ogromnego ryzyka zgłasza się wielu miejscowych bezrobotnych, spośród których zostaje wybrana czwórka najlepszych kierowców. Na dwóch ciężarówkach mają oni dostarczyć ładunek za indywidualne wynagrodzenie 2 tys. dolarów, co daje możliwość wyrwania się z Las Piedras i rozpoczęcia nowego życia. Są to Europejczycy: Kalabryjczyk Luigi i tajemniczy Nordyk Bimba w pierwszej ciężarówce, a w drugiej para Francuzów – oszust Jo, który w ostatniej chwili zastąpił Niemca Smerloffa, i przebojowy Korsykanin Mario. Inni kierowcy podejrzewają, że Jo zastraszył Smerloffa, aby ułatwić sobie zatrudnienie u O’Briena, którego znał z czasów przemytu.
Na długiej trasie i prymitywnej gruntowej drodze ryzykanci mogą w każdej chwili zginąć wskutek eksplozji ładunku. Mimo różnych trudności uparcie pokonują nierówny, wąski i kręty szlak, wysadzając nawet zagradzający im przejazd głaz górski. Pod koniec trasy eksploduje jednak ciężarówka Luigiego i Bimby. Wybuch tworzy lej wypełniony ropą z uszkodzonego eksplozją przydrożnego rurociągu, zagradzając drogę drugiej załodze. Wysłany dla zbadania możliwości przeprawy Jo, grzęźnie unieruchomiony w bajorze, a jadący za nim Mario z konieczności przejeżdża po nodze partnera. Zabrany w dalszą drogę, Jo umiera wskutek szybko postępującego zakażenia tuż przed celem. Obiecane pieniądze otrzymuje spośród wszystkich jedynie Mario, inkasując podwójną zapłatę za siebie i zmarłego towarzysza. Upojony sukcesem, podczas drogi powrotnej, słuchając przez radio walca Straussa, wykonuje radosny slalom pustą ciężarówką na krętej górskiej drodze. W pewnym momencie traci panowanie nad wozem i spada w przepaść.

## Obsada
- Yves Montand – Mario
- Charles Vanel – Jo
- Peter van Eyck – Bimba
- Folco Lulli – Luigi
- Véra Clouzot – Linda
- Darío Moreno – Hernandez
- William Tubbs – Bill O’Brien
- Luis De Lima – Bernardo
- Jo Dest – Smerloff
- Antonio Centa – szef obozu

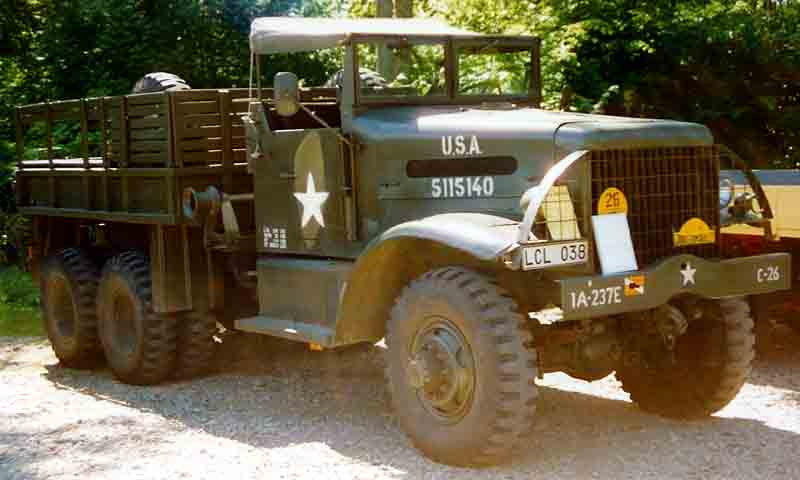
Ciężarówka White 666, typ kierowany w filmie przez Mario i Jo

- Darling Légitimus – miss Legitimus

## O filmie
Obraz był pierwszym i jedynym filmem w historii, który otrzymał zarówno Złotą Palmę na MFF w Cannes, jak i Złotego Niedźwiedzia na MFF w Berlinie. Cena strachu jest klasycznym filmem akcji, wyprodukowanym na długo zanim gatunek ten zaczął odnosić sukcesy w latach 80. XX wieku. Najsłynniejszą sceną filmu, która weszła do klasyki kina światowego, jest slalom ciężarówką po górskiej drodze w wykonaniu młodego Yves’a Montanda w takt popularnego walca Straussa Nad pięknym modrym Dunajem. Nawiązania do niej pojawiały się kilkakrotnie później w różnych filmach, m.in. w Wykidajło z 1989 roku.
Film miał dwie przeróbki w latach późniejszych, obydwie powstałe w Stanach Zjednoczonych: pierwszą w 1958 wyreżyserował Howard W. Koch (Violent Road), a następną w 1977 William Friedkin (Sorcerer). Główną rolę kobiecą zagrała żona Clouzota, którą sprowadził on z Brazylii wraz z pomysłem scenariusza. Film został zrealizowany na pustkowiach Camargue w południowej Francji, doskonale imitujących pejzaż południowoamerykański. Dwie ciężarówki uczestniczące w śmiertelnie ryzykownym przedsięwzięciu to Dodge T110 (z załogą Bimba i Luigi) oraz zwycięska White 666 (kierowana przez Mario i Jo).

## Odbiór
Krytyka przyjęła film z niemal jednomyślnym entuzjazmem, a historycy sztuki filmowej uznali Clouzota za „mistrza w tworzeniu napięcia i analizy psychologicznej”. W swej wymowie społecznej film był raczej kontrowersyjny, na co zwracali uwagę zwłaszcza krytycy krajów obozu socjalistycznego, w którym film również prezentowano. Dla większości krytyków zachodnich był on jednak przede wszystkim „wielką metaforą ludzkiego losu i nieodwracalności przeznaczeń człowieka”. Podkreślali oni zawarte w nim znakomite studium charakterów, osiągnięte głównie dzięki zindywidualizowanemu, znakomitemu aktorstwu.
W Polsce film dwukrotnie wprowadzano na ekrany kin: po raz pierwszy w 1955, a następnie w 1969 – co stanowiło wyraz jego powodzenia.
Jak twierdził Rafał Donica, dzieło Clouzota – jak na film z roku 1953 – nie zestarzało się w ogóle pod względem formalnym.